# Ernst Leisler
Johann Ernst Christoph Achilles Leisler (* 3. Juli 1795 in Hanau, Landgrafschaft Hessen-Kassel; † 24. Januar 1875 in Wiesbaden, Hessen-Nassau) war ein deutscher Jurist und Abgeordneter im Herzogtum Nassau.

## Leben
Ernst Leisler war der Sohn des Hofgerichtsadvocaten und -prokurators Johann Adam Leisler und dessen Ehefrau Augusta Friederike, geborene Wurm. Der Jurist und Abgeordnete Emil Achilles Leisler (1805–1869) war sein Bruder. Leisler war evangelischer Konfession.
Leisler studierte Rechtswissenschaften in Heidelberg, Gießen, dann in Winkel und schloss das Studium 1826 mit der Promotion zum Dr. jur. ab. 1828 wurde er Hof- und Appellationsgerichtsprokurator in Wiesbaden und nach seiner Entlassung 1832 Advokat in Wiesbaden. Im Jahr 1839 wurde er Hof- und Appellationsgerichtsprokurator in Usingen und 1841–1846 Amtsprokurator in Wiesbaden, jedoch ohne Zulassung für die Obergerichte. 1867 wurde er in den Ruhestand versetzt.
Von 1848 bis 1851 war er Mitglied des Nassauischen Landtags. Er wurde im Wahlkreis VIII Braubach/St. Goarshausen gewählt. Im Landtag gehörte er dem Club der Rechten an. Er beteiligte sich an der Erarbeitung eines liberalen Programms für das Herzogtum Hessen. Er gehörte dem Vorparlament an. In den Monaten März und April 1848 war er während der Märzrevolution Vizepräsident des Wiesbadener Sicherheitskomitees und Mitglied des Stadtrats. Er befürwortete die Niederschlagung der Juliunruhen in Wiesbaden 1848 durch die Reichsexekutionstruppen.

## Familie
Ernst Leisler heiratete am 10. Dezember 1826 in Hanau Helene geborene Brandt (* 18. Februar 1797 in Hanau; † 24. Oktober 1846 in Wiesbaden), die Tochter des Hanauer Kaufmanns Friedrich Lorenz Brandt und der Wilhelmine Leisler.